# Dorcadion septemlineatum
Dorcadion septemlineatum är en skalbaggsart. Dorcadion septemlineatum ingår i släktet Dorcadion och familjen långhorningar.

## Underarter
Arten delas in i följande underarter:
- D. s. septemlineatum
- D. s. abanti
- D. s. demirciense
- D. s. octolineatum
- D. s. novemlineatum